# San Diego Open 2024
Il San Diego Open 2024, chiamato anche Cymbiotika San Diego Open per motivi di sponsorizzazione, è stato un torneo di tennis giocato sui campi in cemento all'aperto del Barnes Tennis Center di San Diego, negli Stati Uniti. È stata la 38ª edizione del torneo femminile che fa parte della categoria WTA 500 nell'ambito del WTA Tour 2024. Il torneo si è giocato dal 26 febbraio al 3 marzo 2024.

## Partecipanti al singolare

### Teste di serie
| Nazionalità | Giocatore                | Ranking* | Testa di serie |
| ----------- | ------------------------ | -------- | -------------- |
| Stati Uniti | Jessica Pegula           | 5        | 1              |
| Brasile     | Beatriz Haddad Maia      | 14       | 2              |
| Stati Uniti | Emma Navarro             | 23       | 3              |
|             | Anastasija Pavljučenkova | 24       | 4              |
| Ucraina     | Dajana Jastrems'ka       | 29       | 5              |
| Ucraina     | Marta Kostjuk            | 30       | 6              |
| Croazia     | Donna Vekić              | 31       | 7              |
| Canada      | Leylah Fernandez         | 33       | 8              |

* Ranking al 19 febbraio 2024.

### Altri partecipanti
I seguenti giocatori hanno ricevuto una wildcard per il tabellone principale:
- Katherine Hui
- Taylah Preston
- Caroline Wozniacki

I seguenti giocatori sono passati dalle qualificazioni:

- Mai Hontama
- Ann Li
- Marina Mel'nikova
- Jule Niemeier
- Daria Saville
- Marina Stakusic

### Ritiri
Prima del torneo
- Paula Badosa → sostituita da  Kateřina Siniaková
- Anna Kalinskaja → sostituita da  Anna Blinkova
- Karolína Muchová → sostituita da  Varvara Gracheva
- Arantxa Rus → sostituita da  Magdalena Fręch

## Partecipanti al doppio

### Teste di serie
| Nazionalità   | Giocatore                | Nazionalità | Giocatore          | Ranking* | Testa di serie |
| ------------- | ------------------------ | ----------- | ------------------ | -------- | -------------- |
| Stati Uniti   | Desirae Krawczyk         | Stati Uniti | Jessica Pegula     | 22       | 1              |
| Australia     | Storm Hunter             | Rep. Ceca   | Kateřina Siniaková | 25       | 2              |
| Stati Uniti   | Nicole Melichar-Martinez | Australia   | Ellen Perez        | 29       | 3              |
| Taipei cinese | Chan Hao-ching           | Messico     | Giuliana Olmos     | 51       | 4              |

* Ranking al 19 febbraio 2024.

### Altri partecipanti
Le seguente coppia ha ricevuto una wild card per il tabellone principale:
- Emily Deming /  Ann Li

La seguente coppia di giocatrici è subentrata in tabellone come alternate:
- Dalma Gálfi /  Mai Hontama

### Ritiri
Prima del torneo
- Donna Vekić /  Zhu Lin → sostituite da  Dalma Gálfi /  Mai Hontama

## Punti
| Evento    | V   | F   | SF  | QF  | 2T   | 1T | Q    | Q2   | Q1   |
| Singolare | 500 | 325 | 195 | 108 | 60   | 1  | 25   | 13   | 1    |
| Doppio    | 500 | 325 | 195 | 108 | N.D. | 1  | N.D. | N.D. | N.D. |

## Montepremi
| Evento    | V         | F        | SF       | QF       | 2T       | 1T      | Q2      | Q1      |
| Singolare | 142 000 $ | 87 665 $ | 51 205 $ | 24 910 $ | 13 590 $ | 9 820 $ | 6 603 $ | 3 380 $ |
| Doppio*   | 47 390 $  | 28 720 $ | 16 480 $ | 8 510 $  | N.D.     | 5 140 $ | N.D.    | N.D.    |

*per team

## Campioni

### Singolare
Katie Boulter ha sconfitto in finale  Marta Kostjuk con il punteggio di 5-7, 6-2, 6-2.
- É il secondo titolo in carriera per Boulter, il primo della stagione.

### Doppio
Nicole Melichar-Martinez /  Ellen Perez hanno sconfitto in finale  Desirae Krawczyk /  Jessica Pegula con il punteggio di 6-1, 6-2.